# بلدة سبرينغ ليك (ميشيغان)
سبرينغ ليك (بالإنجليزية: Spring Lake Township, Michigan)‏ هي بلدة تقع بولاية ميشيغان في الولايات المتحدة. تبلغ مساحتها 51.7 (كم²)، وترتفع عن سطح البحر 183 م، بلغ عدد سكانها 13140 نسمة في عام تعداد الولايات المتحدة 2000 حسب إحصاء مكتب تعداد الولايات المتحدة وتصل الكثافة السكانية فيها 306.9 نسمة/كم2.

## وصلات خارجية
- http://www.springlaketwp.org/
- The US50 - Cities and Towns in Michigan State
- Michigan Cities and Towns, Facts, Map, Flag, Colleges, Government, and More